# Shirley Clarke
Shirley Clarke z domu Brimberg (ur. 2 października 1919 w Nowym Jorku, zm. 23 września 1997 w Bostonie) – amerykańska reżyserka kina niezależnego należąca do nowojorskiej awangardy filmowej lat 60.; współzałożycielka (wraz z Jonasem Mekasem) The Film-Makers' Cooperative – instytucji zajmującej się dystrybucją filmów kina niezależnego; pod koniec życia również wykładowczyni na Uniwersytecie Kalifornijskim.
W swoich dokumentalnych i paradokumentalnych filmach Clarke pokazywała m.in. środowisko narkomanów (Łącznik, The Connection, 1962), gangów ulicznych (Zimny świat, The Cool World, 1963) oraz ludzi marginalizowanych (Portret Jasona, Portrait of Jason, 1967 r.; prawie dwugodzinny zapis monologu Afroamerykanina uprawiającego męską prostytucję).
Oscara otrzymał jej dokument o poecie Robercie Froście – Robert Frost: miłosna sprzeczka ze światem (Robert Frost: A Lover's Quarrel with the World, 1963; film ten dostał Nagrodę Akademii Filmowej w 1964 roku w kategorii Najlepszy Pełnometrażowy Film Dokumentalny).
Retrospektywa twórczości Shirley Clarke odbyła się podczas 4. Amerykańskiego Festiwalu Filmowego.